# ستاره سهیل (مجموعه تلویزیونی)
ستاره سهیل یک مجموعه تلویزیونی محصول سال ۱۳۸۶ به کارگردانی امیر قویدل، نویسندگی محمود حسنی و تهیه‌کنندگی اکبر تحویلیان است که از شبکه سحر پخش شد. این مجموعه در ۵ قسمت ۳۰ دقیقه‌ای تهیه شد.

## خلاصه داستان
ستاره سهیل ۳۰ سال زندگی اویس قرنی از شخصیت‌های تاریخ صدر اسلام را روایت می‌کند، کسی که عشقی به محمد داشت، محبوبی که هرگز به دیدارش نایل نشد به حدی او عاشق پیامبر بود که عشق سلمه دخترک بادیه‌نشین یمنی به خود را نیز نمی‌دید و …

## بازیگران
- شبنم قلی‌خانی
- پرویز پورحسینی
- اکبر عبدی
- بهزاد فراهانی
- چنگیز وثوقی
- حسین خانی‌بیک
- داریوش ارجمند
- شیوا خسرومهر
- محمد عمرانی
- محمودرضا قدیریان
- محمود مقامی
- میرطاهر مظلومی
- نیکو خردمند
- علیرضا حاج‌ملامهدی
- مهدی جهین